# جان هارگریوز (هنرپیشه)
جان هارگریوز (انگلیسی: John Hargreaves؛ ‏ ۲۸ نوامبر ۱۹۴۵ – ۸ ژانویهٔ ۱۹۹۶) بازیگر اهل استرالیا بود. جان شش بار نامزد و سه بار موفق به دریافت جایزه اکتا شده بود. او در سال ۱۹۹۶ در اثر ایدز درگذشت.
از فیلم‌ها یا برنامه‌های تلویزیونی که وی در آن نقش داشته‌است، می‌توان به آزادی را فریاد کن، زندگی کشور و فریب اشاره کرد.